# Dyngslätskivling
Dyngslätskivling (Deconica coprophila) är en svamp med halvklotformig hatt som är glänsande mörkbrun. Stjälken är tunn, och 1,5 till 5 cm lång, medan hatten har en diameter på mellan 1 och 3 cm. Växer på starkt gödslad jord eller i dynga. Den är en av de få slätskivlingar som inte är hallucinogen. Svampen flyttades till Deconica från Psilocybe då den inte är hallucinogen.